# Дударчук Олександр Сергійович
Олекса́ндр Сергі́йович Дударчу́к — старшина[джерело?] Збройних сил України, учасник російсько-української війни..

## З життєпису
У червні 2013 року сержанта 25-ї бригади Олександра Дударчука відзначили за зразкове виконання завдань під час навчань.
На фронті з квітня 2014-го. Екіпаж під керуванням Дударчука під час виконання бойових завдань знищив понад 25 добре укріплених бойових позицій терористів та 3 бронетранспортери.

## Нагороди
За особисту мужність і героїзм, виявлені у захисті державного суверенітету та територіальної цілісності України, вірність військовій присязі під час російсько-української війни
- нагороджений орденом «За мужність» III ступеня (26.2.2015).